# Mediaset
Mediaset S.p.A. (abans Mediaset Italia S.p.A.) és una empresa italiana dedicada a la comunicació audiovisual controlada per MFE - MediaForEurope N.V.
Bona part dels seus estudis radiquen a Milano 2, l'àrea de la ciutat de Milà, des de la qual va començar a emetre Telemilano (actual Canale 5).

## Canals de televisió
- Infantils: Boing i Cartoonito.
- Generalistes: Canale 5, Cuatro, Rete 4 i Telecinco.
- Entreteniment: Divinity, Energy, Factoría de Ficción, Iris, La5 i Mediaset Extra.
- Informació: TGcom24.
- Altres: Italia 1, Italia 2, For you, Mediaset Premium i MediaShopping.

Amb anterioritat, Mediaset va ser accionista majoritari de La Cinq (França) i Tele 5 (Alemanya).